# Begraafplaats van Berlaimont
De gemeentelijke begraafplaats van Berlaimont bevindt zich ten noordwesten van het centrum van Berlaimont in het Franse Noorderdepartement.

## Berlaimont Communal Cemetery
Op de begraafplaats bevindt zich een Brits graf uit de Eerste Wereldoorlog. Dit graf wordt onderhouden door de Commonwealth War Graves Commission, dat de begraafplaats heeft ingeschreven als Berlaimont Communal Cemetery.

## Berlaimont Communal Cemetery Extension
Naast de oorspronkelijke gemeentebegraafplaats is een extensie aangelegd. Dit deel telt 1 ongeïdentificeerd graf en 49 geïdentificeerde Gemenebest graven uit de Eerste Wereldoorlog, die ook worden aangehouden door de Commonwealth War Graves Commission, die dit deel heeft ingeschreven onder de naam Berlaimont Communal Cemetery Extension.